# Křest dětí

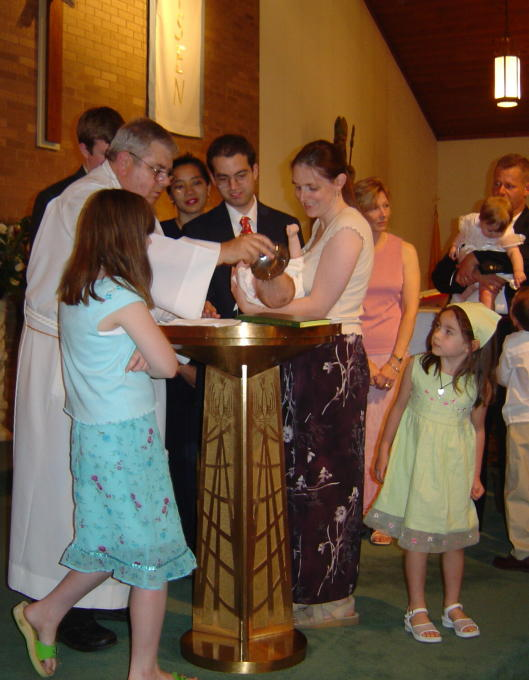
Nad křtitelnicí v římskokatolickém kostele je na hlavu dítěte vylita voda.

Křest dětí (nebo také pedobaptismus) je praxe křtu kojenců, nemluvňat nebo malých dětí. V některých náboženských tradicích se křtu kojenců říká také křtiny.
Většina křesťanů patří k denominacím, které provádějí křest dětí. Mezi křesťanské směry, které křtí děti, patří katolicismus, pravoslaví a starobylé východní církve. Mezi protestanty křtí děti několik denominací, včetně anglikánů, luteránů, presbyteriánů, kongregacionalistů, metodistů, nazarénů, Moravských bratří a sjednocených protestantů.
Křesťané, kteří nevykonávají křest dětí, se nazývají kredobaptisté. 

## Obřad
Konkrétní podrobnosti křestního obřadu se u různých křesťanských denominací liší. Mnozí se řídí podle připraveného obřadu, kterému se říká ritus nebo liturgie. Při typickém obřadu rodiče nebo kmotři přinášejí dítě knězi nebo duchovnímu své kongregace. Obřad by byl stejný jako obřad pro dospělé v dané denominaci, tj. polévání svěcenou vodou (afúze) nebo kropení vodou (asperze). Pravoslavné a východní katolické tradice používají úplné ponoření (imerze nebo submerze) a křtí děti v křtitelnici a tato praxe je také první metodou uvedenou ve křestním rituálu římských katolíků, ačkoli polévání je standardní praxí v rámci latinské větve katolicismu. Katolické a pravoslavné církve, které tento způsob provádějí, neprovádějí křest pokropením. V okamžiku křtu kněz pronese slova: „Já tě křtím (nebo: ‚Služebník Boží (jméno) je křtěn‘) ve jménu Otce i Syna i Ducha svatého“ (viz Mt 28, 19 (Kral, ČEP)).
Ačkoli to není povinné, mnozí rodiče a kmotři se rozhodnou obléknout dítě při křtu do bílých šatů zvaných křestní. Křestní šaty se často stávají cennou památkou, kterou používá mnoho dalších dětí v rodině a která se předává z generace na generaci. Tradičně jsou tyto šaty bílé nebo mírně odlehčené a jsou vyrobeny s velkým množstvím krajek, ozdob a složitých detailů. V minulosti se šaty používaly jak pro chlapce, tak pro dívky; v současné době je běžnější oblékat děti do křestního oblečku. Obleček, který je rovněž obvykle vyroben z bílé látky, se skládá z kombinézy s vestičkou nebo dalšími doplňky. Tyto šaty se po obřadu často uchovávají jako památka.

## Historie

### Starověk
Viz též: Rituální čistota#Křesťanství

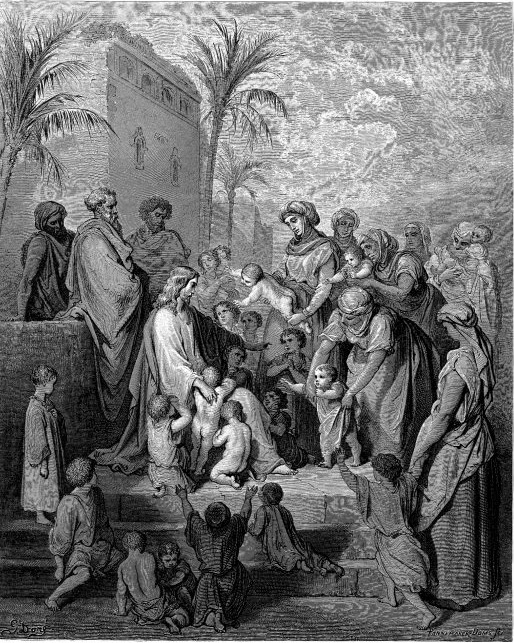
Ježíš žehná malým dětem, od Gustava Dorého, evokace příběhu z Matoušova – a Lukášova – evangelia.

Učenci se neshodnou na datu, kdy byl křest dětí poprvé proveden. Někteří se domnívají, že jej křesťané v 1. století nekonali, a poukazují na nedostatek výslovných důkazů o křtu nemluvňat. Jiní se domnívají, že křest nemluvňat byl vyloučen, a chápou biblické zmínky o křtu jednotlivců „a [její] domácnosti“ jako křest malých dětí.
Nejstarší mimobiblické pokyny ke křtu, které se objevují v Didaché (asi 100), jsou považovány za pokyny ke křtu dospělých, protože vyžadují půst od osoby, která má být pokřtěna. Nicméně nápisy pocházející z 2. století, které označují malé děti jako „děti Boží“, mohou naznačovat, že křesťané běžně křtili i kojence. Nejstarší zmínka o křtu dětí pochází od Ireneje (asi 130 – 202) v jeho díle Proti herezím. Vzhledem k odkazu na Eleuthera jako současného římského biskupa je dílo obvykle datováno kolem roku 180. Irenej hovoří o dětech, které se „znovu rodí pro Boha“. Tři místa u Origena (185 – kol. 254) zmiňují křest dětí jako tradiční a běžný. Také Augustin z Hippo označil křest dětí za apoštolskou tradici.
Zatímco Tertulián píšící asi v letech 198–203 radí odložit křest malých dětí a svobodných, zmiňuje se o tom, že bylo zvykem křtít nemluvňata, přičemž za ně mluvili kmotři. Apoštolská tradice, někdy připisovaná Hippolytovi Římskému (zemřel v roce 235), popisuje, jak provádět křestní obřad; uvádí, že děti byly křtěny jako první, a pokud některé z nich nemohlo odpovídat samo za sebe, měli za ně odpovídat rodiče nebo někdo jiný z rodiny.
Přinejmenším od 3. století křesťané běžně křtili nemluvňata, i když někteří raději odkládali křest až do pozdního věku, aby si zajistili odpuštění všech předchozích hříchů.

### Středověk
Vysoká dětská úmrtnost výrazně přispěla k rozšíření pedobaptismu od 6. století, který se často praktikoval jako křest in extremis ( „na pokraji smrti“). Proto se používala respitní svatyně. Křest nemluvňat se rozšířil s karolinskými a následně gregoriánskými reformami v 9. století a poté v 11.–12. století.

## Teologie

### Ujednání mezi křtiteli dětí
Křesťané, kteří křtí děti, věří, že křest dětí je novozákonní obdobou starozákonní obřízky, a to na základě svého chápání novozákonních veršů, jako je Koloským – Kol 2, 11 – 2, 12 (Kral, ČEP). Ve Starém zákoně byli všichni mužští konvertité k judaismu, mužští novorozenci narození židovským rodičům a mužští služebníci obřezáváni jako obřad iniciace do židovské komunity. Křesťané, kteří křtí kojence, věří, že křest nahradil starozákonní obřízku a je náboženským obřadem iniciace do křesťanské komunity.
V období středověku a reformace byl křest dětí považován za způsob, jak začlenit novorozence do světské komunity a zároveň je uvést do křesťanské víry. Vzhledem k vysoké úmrtnosti dětí je důležité poznamenat, že kanonické právo odpíralo nepokřtěným dětem křesťanský pohřeb v posvátné půdě.

### Učení křesťanských denominací provádějících křest nemluvňat

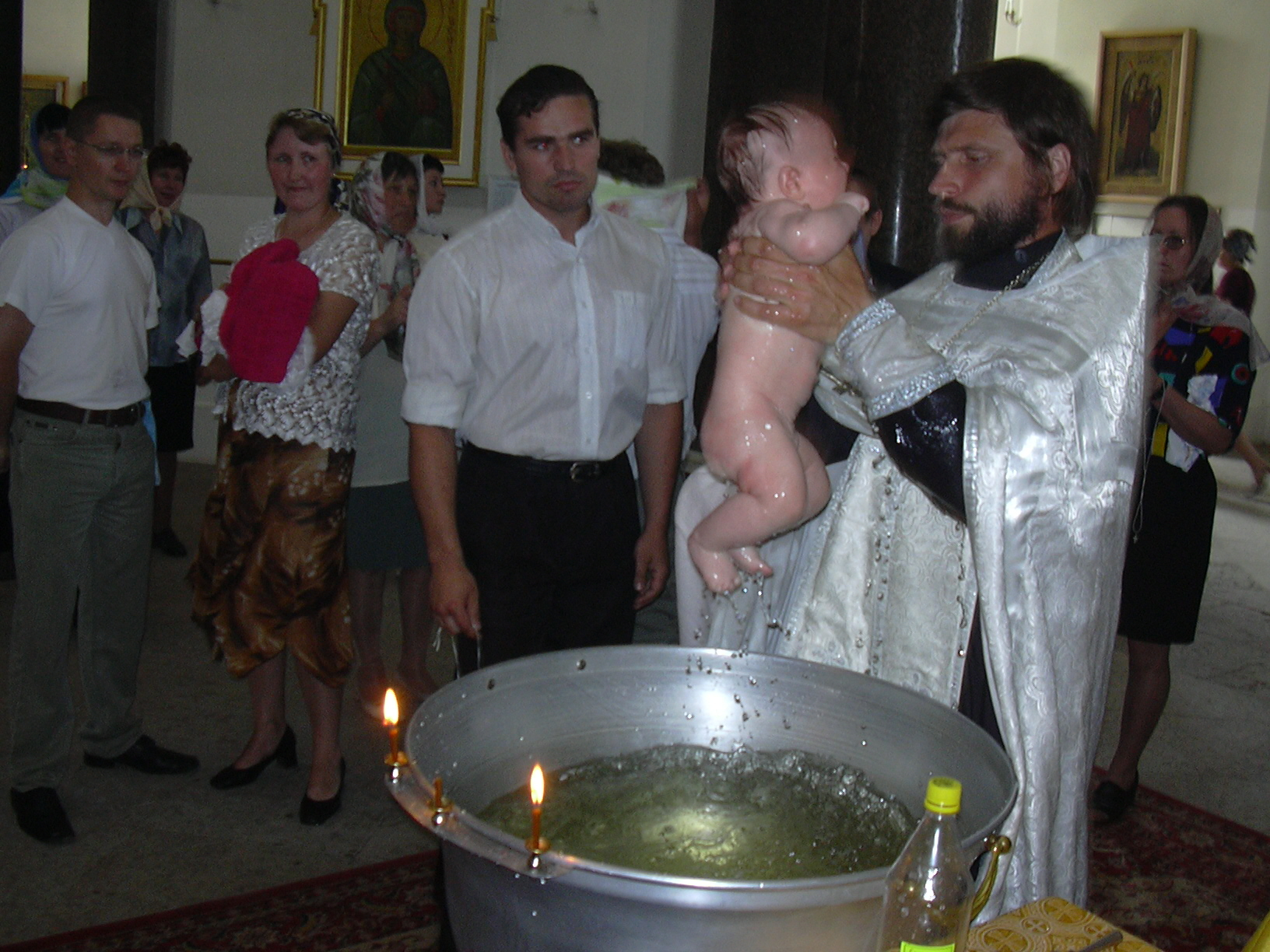
Křest ponořením v pravoslavné církvi v katedrále Nanebevstoupení Páně v Puškinu v roce 2005

Různé křesťanské denominace, které provádějí křest dětí, přikládají této svátosti různý význam a vysvětlují její účinnost různými způsoby. 

#### Katolická církev
Katolická církev považuje křest, a to i u kojenců, za tak důležitý, že „rodiče jsou povinni dbát na to, aby jejich děti byly pokřtěny během několika prvních týdnů“, a „jestliže je dítě v nebezpečí smrti, pokřtí se bez průtahů“: „Praxe křtu nemluvňat je odvěkou tradicí církve. Existují výslovná svědectví o této praxi již od druhého století a je docela možné, že od počátku apoštolského hlásání, kdy křest přijímaly celé ,domácnostiʻ, mohly být křtěni i kojenci“. Uvádí se, že „když se ve 2. století objevují první přímé doklady o křtu nemluvňat, nikdy není prezentován jako novinka“, že Irenej z 2. století považoval křest nemluvňat za samozřejmost a že „na synodě afrických biskupů sv. Cyprián prohlásil, že ,Boží milost a milosrdenství by neměly být odepřeny nikomu, kdo se narodíʻ, a synoda, připomínajíc, že ,všichni lidéʻ jsou si ,rovniʻ, ať je ,jejich velikost nebo věk jakýkoli', prohlásila za zákonné křtít děti ,do druhého nebo třetího dne po jejich narozeníʻ.“ V 17. a 18. století bylo mnoho kojenců pokřtěno v den jejich narození, jako v případech Francoise-Athenais, markýzy de Montespan, Jeanne Du Barry a Marie-Anne de Cupis de Camargo. Křest nemluvňat je vnímán jako velmi jasný důkaz toho, že spása je nezaslouženou Boží milostí, nikoliv plodem lidského úsilí. „Děti, které se narodily s padlou lidskou přirozeností a jsou poskvrněny prvotním hříchem, také potřebují znovuzrození ve křtu, aby byly vysvobozeny z moci temnoty a uvedeny do říše svobody Božích dětí, k níž jsou povoláni všichni lidé ...“. Církev a rodiče by dítěti odepřeli neocenitelnou milost stát se Božím dítětem, kdyby mu krátce po narození neudělili křest“.
Církev nemá žádné oficiální dogmatické učení o osudu dětí, které zemřou bez křtu, a církevní teologové zastávají různé názory (zejména mnozí tvrdí, že jdou do limba). „Církev svěřuje tyto nemluvňata Božímu milosrdenství.“
Kongregace pro nauku víry vydala 20. října 1980 instrukci o křtu dětí, jejímž cílem bylo „připomenout hlavní body nauky v této oblasti, které ospravedlňují stálou praxi církve v průběhu staletí a ukazují jeho trvalou hodnotu navzdory obtížím, které se dnes objevují“. Dokument pak naznačil některé obecné pokyny pro pastorační činnost.
Dokument připomněl, že se má za to, že křest dětí je již odedávna apoštolského původu a že první přímé doklady o jeho provádění, které pocházejí z 2. století, jej nepředstavují jako novinku. Poté reagoval na námitky, že křest by měl následovat po vyznání víry, že pokřtěná osoba by měla vědomě přijmout milost svátosti, že by měla křest přijmout svobodně, že křest dětí je nevhodný ve společnosti poznamenané nestabilitou hodnot a ideovými konflikty a že tato praxe je v rozporu s misijním pohledem církve.
Instrukce pak poskytla pokyny pro pastorační praxi založené na dvou zásadách. Hlavní zásadou je, že křest jako znamení a prostředek Boží lásky, který předchází jakémukoli našemu jednání a který osvobozuje od prvotního hříchu a předává božský život, se nesmí odkládat. Vedlejší zásadou je, že musí být dáno ujištění, že takto udělený dar může růst autentickou výchovou ve víře a křesťanském životě. Nejsou-li tyto záruky skutečně vážné, mohou být důvody pro odklad křtu. Pokud rozhodně chybějí, je třeba svátost dokonce odmítnout.
Proto je třeba pravidla pro zapojení praktikujících křesťanských rodičů doplnit dalšími hledisky v případě „rodin s malou vírou nebo nekřesťanských rodin“. Pokud tyto rodiny žádají, aby jejich dítě bylo pokřtěno, musí být zajištěno, že dítěti bude poskytnuta křesťanská výchova, kterou svátost vyžaduje. Příkladem takových záruk je „výběr kmotrů, kteří se budou o dítě upřímně starat, nebo podpora společenství“. Pokud existuje uspokojivé ujištění, tj. „jakýkoli příslib, který dává oprávněnou naději na křesťanskou výchovu dětí“, pak „kněz nemůže bezodkladně odmítnout vysluhování svátosti, jako je tomu v případě dětí z křesťanských rodin“. Pokud není dostatečná jistota, „bude rozumné křest odložit“ a zároveň udržovat kontakt s rodiči v naději, že se podaří zajistit potřebné podmínky pro udělení svátosti. V krajním případě lze místo okamžitého slavení křtu nabídnout zařazení dítěte do kurzu katechetické výuky po dosažení školního věku. Možnost odkladu křtu dítěte v případě nepraktikujících nebo nevěřících rodičů vyvolává řadu otázek. Jak můžeme rozpoznat, že existují záruky autentické křesťanské výchovy? Může kněz navrhnout alternativní slavení v případě, že má být křest odložen? V některých německy mluvících zemích biskupové otevřeli dveře „dvoustupňovému křtu“, tj. dvěma slavnostem odděleným dobou evangelizace rodičů. V takovém případě má být samotný obřad křtu vykonán při druhé slavnosti, kdy se předpokládá, že rodiče jsou dostatečně zralí, aby mohli dítě vychovávat v katolické víře.
Katechismus katolické církve uvádí: „Poněvadž křest znamená osvobození od hříchu a od jeho podněcování, ďábla, pronáší se nad kandidátem exorcismus (jeden nebo více).“ V římském ritu zní modlitba exorcismu takto: „Všemohoucí a věčně živý Bože, ty jsi poslal svého jediného Syna na svět, aby vyhnal moc satana, ducha zla, vysvobodil člověka z království temnoty a uvedl ho do nádhery svého království světla. Modlíme se za toto dítě: osvoboď ho (ji) od prvotního hříchu, učiň ho (ji) chrámem své slávy a sešli svého svatého Ducha, aby s ním (s ní) přebýval. Skrze Krista, našeho Pána.“

#### Východní církve

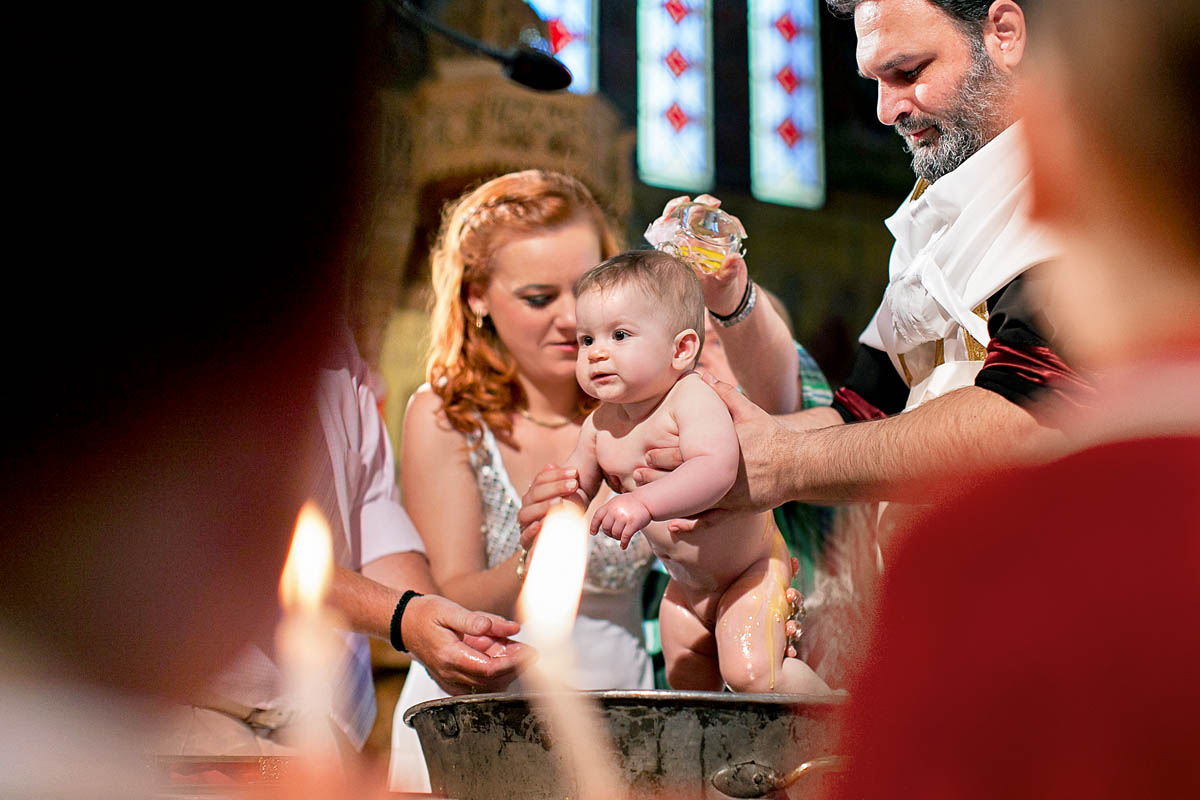
Křestní fotografie zobrazující okamžik mazání olejem a křest v Řecké pravoslavné církvi

Pravoslavná církev, starobylé východní církve a asyrská církev Východu také trvají na tom, že je třeba nechat pokřtít děti co nejdříve po narození. Podobně jako katolická církev učí, že křest není pouhým symbolem, ale skutečně předává milost. Křest je svátostí, protože je „nástrojem“ ustanoveným Ježíšem Kristem, který předává milost jeho příjemcům. Nemluvňata jsou tradičně křtěna osmý den, což připomíná biblický příkaz obřízky osmého dne. Není to však povinné. V mnoha z těchto církví je bezprostředně po křtu knězem udělována svatá Tajina crisma (biřmování). Po křtu se dětem podává také svaté přijímání (lat. paedocommunio) v podobě konsekrovaného vína a chleba.

#### Luteránské církve

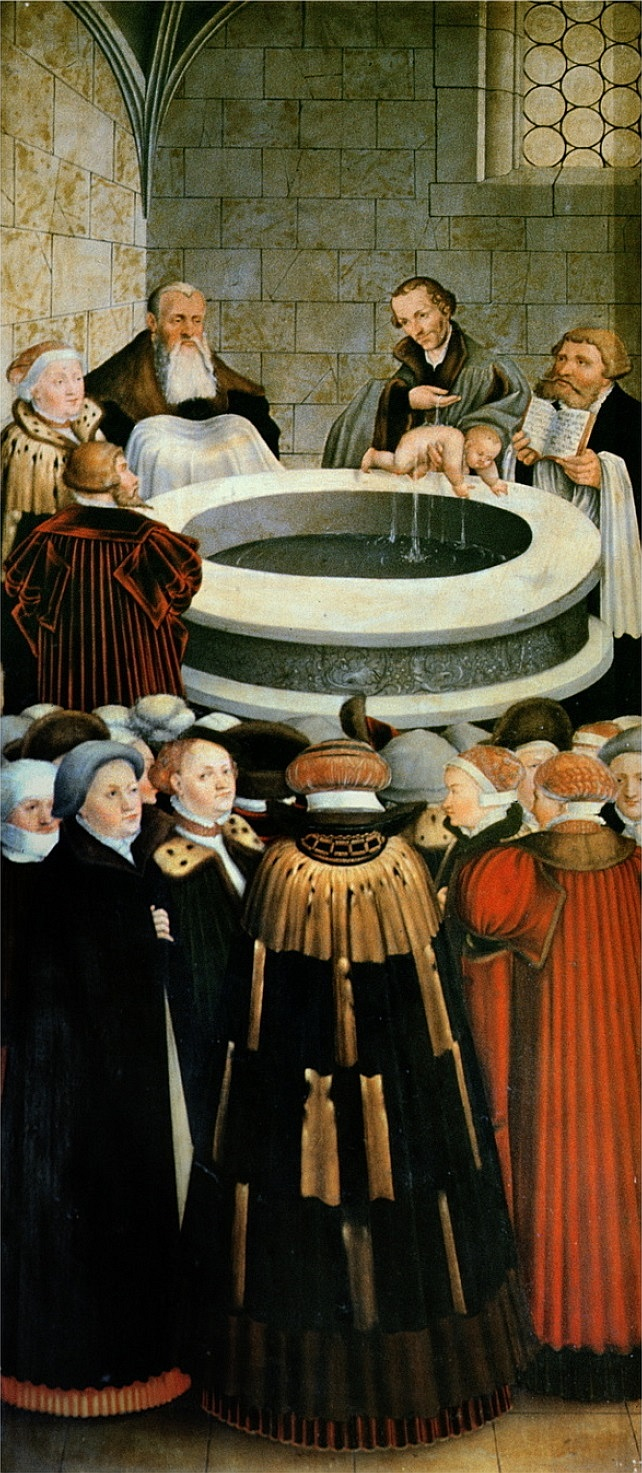
Německý reformátor Philipp Melanchthon křtí nemluvně

Luteráni vykonávají křest dětí, protože věří, že jim to Bůh nařizuje skrze pokyn Ježíše Krista: „Jděte a získejte za učedníky všechny národy, křtěte je ve jménu Otce i Syna i Ducha svatého“, v němž Ježíš nestanovuje žádnou věkovou hranici: 
Příkaz je obecný. Zahrnuje nemluvňata, ženy, muže a dospívající, i když žádná z těchto skupin není výslovně jmenována. Každá z těchto skupin je zahrnuta do „všech národů.“
Na podporu svého postoje se odvolávají i na další biblické pasáže, jako je Marek – Mk 10, 13–15 (Kral, ČEP), Marek – Mk 16, 16 (Kral, ČEP), Jan – Jan 3, 3–7 (Kral, ČEP) a Skutky – Sk 2, 38–39 (Kral, ČEP). Například ve Skutcích apoštolů Petr ve svém učení o Letnicích zahrnul děti do příslibu křtu: „Čiňte pokání a každý z vás ať se dá pokřtít ve jménu Ježíše Krista na odpuštění svých hříchů. A dostanete dar Ducha svatého. Toto zaslíbení platí pro vás i vaše děti“.
Křest je pro ně „prostředkem milosti“, skrze který Bůh vytváří a posiluje „spásnou víru“ jako „obmytí znovuzrození“, v němž se lidé znovu rodí – Jan 3, 3–7 (Kral, ČEP): „křestní regenerace“. Protože stvoření víry je výlučně Božím dílem, nezávisí na jednání pokřtěného, ať už dítěte nebo dospělého. I když pokřtění kojenci nemohou tuto víru vyslovit, luteráni věří, že je přesto přítomna. Protože tyto božské dary přijímá pouze víra, luteráni vyznávají, že křest „působí odpuštění hříchů, vysvobozuje od smrti a ďábla a dává věčnou spásu všem, kdo tomu věří, jak o tom hovoří slova a zaslíbení Boží“. Ve zvláštním oddíle o křtu dětí ve svém Velkém katechismu Luther tvrdí, že křest dětí je Bohu milý, protože takto pokřtěné osoby byly znovuzrozeny a posvěceny Duchem svatým.
Luteráni [WELS] věří, že děti jsou počaty a rodí se hříšné, a proto se musí znovu narodit, aby mohly vstoupit do nebeského království. Skrze křest v nich Duch svatý působí znovuzrození, vytváří v nich víru a zachraňuje je. Ačkoli někteří popírají možnost víry kojenců, Bible jasně učí, že děti mohou věřit.

#### Metodistické církve
Další informace: Teologie smlouvy#Wesleyova teologie smlouvy
V metodistických církvích je křest svátostí iniciace do viditelné církve. Wesleyánská teologie smlouvy dále učí, že křest je znamením a pečetí smlouvy milosti:
Křest byl tedy významným znamením tohoto velkého novozákonního požehnání a představoval „vylití“ Ducha, „sestoupení“ Ducha, „seslání“ Ducha „na lidi“, a to způsobem, jakým byl udělován, tedy vylitím vody shora na pokřtěné. Také jako pečeť nebo potvrzující znamení odpovídá křest obřízce.
Křest dětí se v metodismu slaví jako „přijetí předcházející Boží milosti a jako vyznání církve, že je zodpovědná za děti obecně a za každé dítě zvlášť.“ Metodisté učí, že lidé přijímají ospravedlňující milost, která je nedílnou součástí spasení, poté, co činí pokání a osobně přijmou Ježíše jako Spasitele. Mnohé metodistické denominace, jako například Svobodná metodistická církev a Allegheny Wesleyan Methodist Connection, křestí nemluvňata v rodinách, které si ho pro své děti přejí, ale konají obřad požehnání dítěte pro ty, kteří dávají přednost křtu až poté, co jejich dítě osobně přijme Ježíše jako svého Spasitele (kredobaptismus).

#### Presbyteriánské, kongregační a reformované církve
Presbyteriáni, kongregační a reformovaní křesťané věří, že křest, ať už dětí nebo dospělých, je „znamením a pečetí smlouvy milosti“ a že křest přijímá pokřtěného do viditelné církve. Členství ve viditelné církvi nezaručuje spasení; poskytuje však dítěti mnoho výhod, včetně toho, že konkrétní sbor souhlasí s tím, že bude pomáhat při výchově dítěte „na cestě, kterou má jít, (aby) se od ní ve stáří neodvrátilo“. Vyvolené děti (předurčené ke spáse), které zemřou v dětském věku, jsou vírou považovány za obnovené na základě Božích smluvních zaslíbení ve smlouvě milosti.
Presbyteriáni, kongregační a mnozí reformovaní křesťané považují křest nemluvňat za novozákonní formu obřízky v židovské smlouvě. Obřízka nevytvářela víru u osmidenního židovského chlapce. Pouze ho označila za člena Božího smluvního lidu Izraele. Stejně tak křest nevytváří víru; je znamením členství ve viditelném společenství smlouvy.
Presbyteriáni, kongregační a reformovaní křesťané považují děti vyznávajících křesťanů za členy viditelné církve (společenství smlouvy). Považují je také za plnoprávné členy místního sboru, jehož členy jsou jejich rodiče, a za členy univerzální církve (soubor všech pravých věřících, kteří tvoří neviditelnou církev), pokud a dokud neprokáží opak. Křest je znakem členství ve smlouvě milosti a v univerzální církvi, i když znovuzrození není se křtem neoddělitelně spojeno.

### Kontrasty mezi křtem dětí a dospělých
Křest dětí lze postavit do kontrastu s tzv. „křtem věřících“ (neboli kredobaptismem, z latinského slova credo, které znamená „věřím“), což je náboženská praxe, kdy se křtí pouze osoby, které osobně vyznávají víru v Ježíše, tedy s vyloučením nezletilých dětí.
Pedobaptismus a kredobaptismus jsou postoje, které vyvěrají z teologických názorů na zásadnější úrovni teologického systému.
- Je-li křest znamením, že člověk je členem Božího smluvního společenství, a jsou-li děti věřících členy tohoto společenství, vyplývá z toho, že děti věřících by měly dostat znamení, že jsou členy Božího smluvního společenství, tím, že jsou pokřtěny, podobně jako má dítě nárok na pas, který označuje, že je členem určité země.[80]
- Věřící a děti věřících se křtem stávají členy společenství Boží smlouvy (neboli církve).[81]
- Někteří křesťané se domnívají, že v srdci pokřtěného dítěte se zpřítomňuje víra jako dar či milost od Boha, na rozdíl od činu člověka.[82]
- Někteří křesťané se domnívají, že křest není pouhým symbolem a že má skutečný účinek a zprostředkovává Boží milost.[83]

### Argumenty pro křest dětí
Křesťané, kteří provádějí křest dětí, se zcela neshodují na důvodech, proč jej provádět, a uvádějí různé důvody, které tuto praxi podporují. Mezi argumenty, které se uvádějí na podporu této praxe, patří: 
- Analogie s obřízkou: Někteří křesťané uvádějí analogii křtu s obřízkou a poukazují na děti, protože historická izraelská obřízka se vztahovala na děti, nikoli na dospělé konvertity, kterých bylo málo. Teologie smlouvy identifikuje křest méně jako prohlášení víry než jako předpoklad identity; to znamená, že křest nemluvňat je znamením smluvního začlenění.[84] Za předpokladu, že to, co Bůh ustanovil ve Starém zákoně, pokračuje, pokud to Nový zákon výslovně nezruší, musí zahrnutí nemluvňat do udělování znamení smlouvy pokračovat i v Nové smlouvě. To platí zejména tehdy, když se jedná o důležitou praxi.[85]
- Ježíšovo potvrzení: Podle Lukáše – Lk 18, 15–17 (Kral, ČEP), když rodiče přivedli své děti k Ježíši, učedníci se jim v tom snažili zabránit. Ježíš se rozhořčí a řekne: „Nechte děti přicházet ke mně a nebraňte jim, neboť takovým patří Boží království.“ Zdá se, že to potvrzuje, že děti mohou mít osobní vztah s Ježíšem, stejně jako rodiče mohou mít osobní vztah se svými dětmi. Ještě důležitější je, že Ježíš potvrzuje, že děti věřících patří do Božího království. Jinými slovy, děti věřících se počítají za věřící, nikoli za nevěřící. Proto Ježíš výslovně nařizuje, abychom jim v tom nebránili.[86]
- Petrova řeč: Podle Skutků apoštolů „Petr jim odpověděl: ,Obraťte se a každý z vás ať přijme křest ve jménu Ježíše Krista na odpuštění svých hříchů, a dostanete dar Ducha svatého. Neboť to zaslíbení platí vám a vašim dětem i všem daleko široko, které si povolá Pán, náš Bůh.ʻ“ – Sk 2, 38–39 (Kral, ČEP)[87] Některé církve v rámci Sjednocené metodistické církve tvrdí, že výraz „každý z vás“ připomíná použití stejného výrazu v Deuteronomiu – Dt 29, 10–12 (Kral, ČEP),[88] kde je výslovná zmínka o přítomných „maličkých“; a výraz „a vaše děti“ chápe tak, že Petr do společenství smlouvy zahrnul i děti.[89]
- Raně křesťanská praxe: Několik raných církevních otců zřejmě učilo, že křest dětí je namístě; Origenes uvádí, že praxe křtu dětí je apoštolského původu.[90]

### Argumenty proti křtu dětí
- Nemluvňata nemohou činit pokání ani věřit: Křest v Písmu je vždy podmíněn pokáním a vírou, což je pro kojence nemožné.[91][92]
- Neexistují žádné biblické příklady: V Písmu nejsou žádné výslovné případy křtu nemluvňat.[91]

#### Denominace a náboženské skupiny, které jsou proti křtu dětí
Mezi trinitární křesťanské denominace, které jsou proti křtu dětí, patří Mezinárodní křesťanská církev, všechny baptistické a anabaptistické tradice a denominace, letniční, Shromáždění Boží a další.
Proti křtu nemluvňat se staví i několik netrinitářských náboženských skupin, včetně letniční jednoty, christadelfiánů, svědků Jehovových, Sjednocené církve Boží a Církve Ježíše Krista Svatých posledních dnů.
B. R. White popisuje motivy pronásledování anabaptistů během reformace takto:
Jiní křesťané považovali křest každého nově narozeného dítěte ve světské farní obci a úzké propojení církve a státu za Bohem určený prostředek k udržení společnosti pohromadě. Proto mnozí jiní křesťané považovali anabaptisty za rozvraceče veškerého řádu. Následkem toho byli od prvních dnů ostře pronásledováni a jejich vůdci byli brzy popraveni.
Církev Ježíše Krista Svatých posledních dnů (The Church of Jesus Christ of Latter-day Saints, LDS) křest nemluvňat zcela odmítá. Malé děti jsou považovány za narozené bez hříchu a neschopné hřešit. Nemusí být pokřtěny až do osmi let, kdy se mohou začít učit rozlišovat dobro od zla, a jsou tedy odpovědné Bohu za své činy. Církev LDS však provádí nespásný obřad pojmenování a požehnání dětí, který se obvykle provádí na nemluvňatech.

## Biřmování
Pro římskokatolické křesťany, metodisty a wesliány biřmování (konfirmace) „posiluje“ (původní význam slova „potvrzovat“) milost křtu tím, že ji zvětšuje a prohlubuje.
Ve východním křesťanství, včetně východních katolických církví, se svátost biřmování uděluje bezprostředně po křtu a křestní sliby se neobnovují. V latinské církvi a jejích latinských liturgických obřadech katolické církve má být svátost udělena přibližně ve věku, kdy je možné rozhodnout (obecně se bere věk kolem 7 let), pokud biskupská konference nerozhodla o jiném věku nebo pokud nehrozí nebezpečí smrti nebo pokud podle úsudku duchovního závažný důvod nenasvědčuje něčemu jinému (kán. 891 Kodexu kanonického práva). Obnova křestních slibů těmi, kdo přijímají svátost v západní katolické církvi, je vedlejší součástí obřadu a v podstatě se neliší od slavnostní obnovy křestních slibů, o kterou jsou každoročně žádáni všichni členové této církve při bohoslužbě velikonoční vigilie. Pouze ve francouzsky mluvících zemích se vyvinuly obřady, zcela odlišné od svátosti biřmování, při nichž mladí katolíci veřejně vyznávají svou víru, a to v souladu s jejich věkem.
V Církvi Ježíše Krista Svatých posledních dnů je biřmování neboli „vzkládání rukou“ podstatnou součástí křestního obřadu a přijetí křtu bez biřmování znamená, že obřad zůstává neúplný. Biřmování je udělování daru Ducha svatého jako stálého společníka. Biřmovat znamená „učinit jistějším“ a obřad biřmování stojí jako svědectví o tom, že se jednotlivec stává členem Církve Svatých posledních dnů, a ne pouze o přijetí Ježíše.

## Odpor ke křtu dětí
Podle katolické profesorky práva a bývalé irské prezidentky Mary McAleeseové, jak uvedla ve své doktorské práci, se křest nemluvňat rovná „vynucenému členství v katolické církvi“, které porušuje základní práva dětí. Tito „dětští branci ... jsou drženi v celoživotní povinnosti poslušnosti“, aniž by tomu rozuměli nebo s tím souhlasili. „Rodiče mohou [své děti] vést a usměrňovat, ale nemohou jim nic vnucovat, a to, co církev nedokázala, je uznat, že musí existovat bod, kdy naši mladí lidé jako dospělí, kteří byli pokřtěni v církvi a vychováváni ve víře, mají možnost říci ,toto potvrzujiʻ nebo ,toto odmítámʻ. Vy i já víme, že nyní žijeme v době, kdy máme právo na svobodu svědomí, svobodu přesvědčení, svobodu názoru, svobodu vyznání a svobodu změnit náboženství. Katolická církev musí toto smýšlení teprve plně přijmout.“

### Kontroverze
Křty někdy nechtěně vedly ke zranění nebo úmrtí dětí, například utonutí. V Rumunsku to posloužilo jako příležitost k revizi praxe.

## Jezídský křest

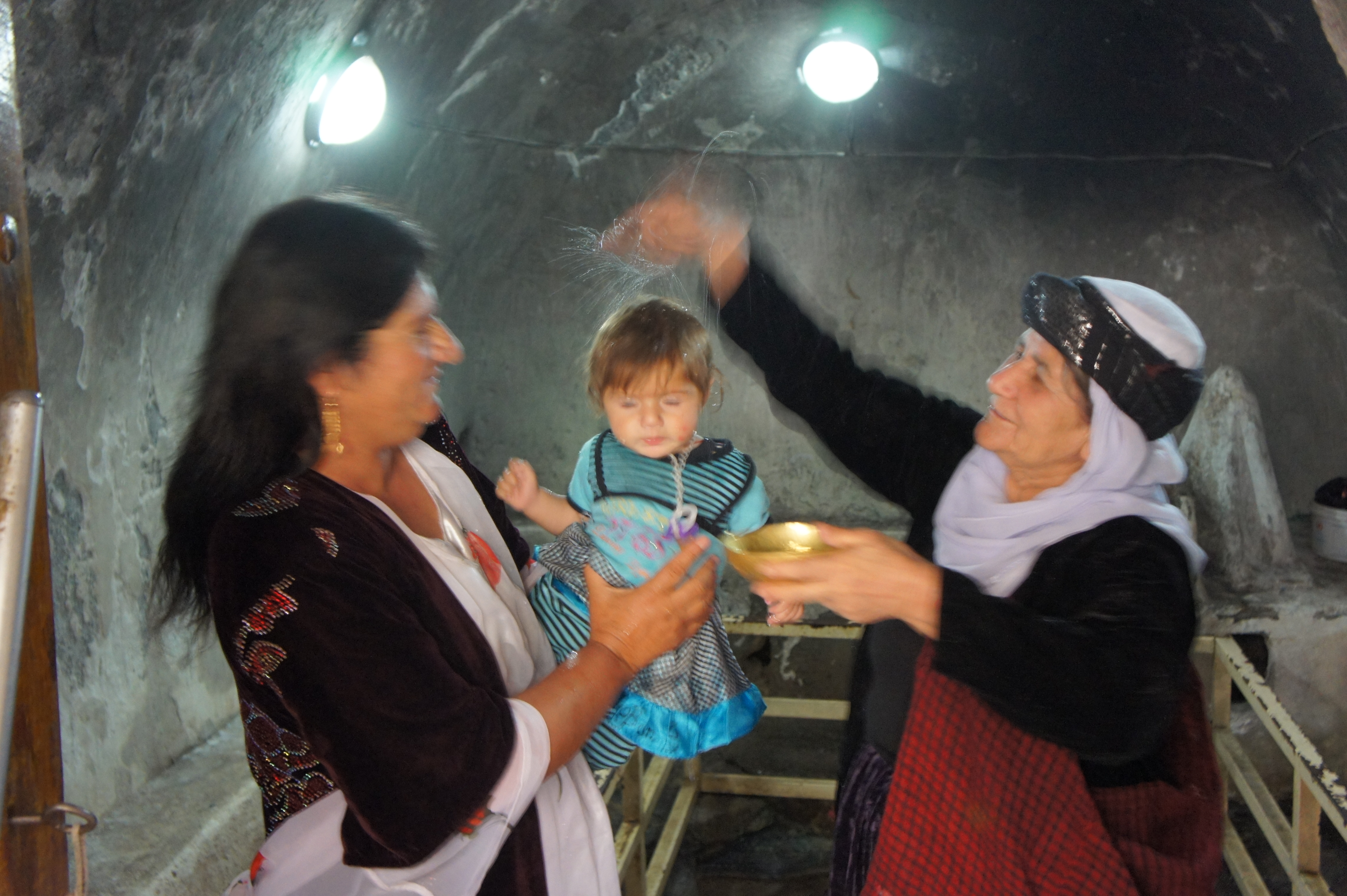
Křest jezídského dítěte v Láliši

V jezídismu jsou děti křtěny při narození a obřízka není vyžadována, ale někteří ji praktikují kvůli regionálním zvyklostem. Jezídský křest se nazývá Mor kirin (doslova: „zpečetit“). Tradičně jsou jezídské děti při narození křtěny vodou z Kaniya Sipî („Bílý pramen“) v Láliši. Spočívá v tom, že se dítěti na hlavu třikrát nalije svěcená voda z pramene.

#### Podpora
- Infant Baptism [online]. churchfathers.org [cit. 2025-02-08]. Dostupné online. (anglicky)
- BARRY, Dr. A.L. What About Holy Baptism? (Lutheran perspective) [online]. lcms.org [cit. 2025-02-08]. Dostupné v archivu pořízeném z originálu dne 2008-09-10. (anglicky)
- SCHAEFFER, Francis. Baptism (Evangelical Presbyterian perspective) [online]. fivesolas.com [cit. 2025-02-08]. Dostupné online. (anglicky)
- PRATT, Dr. Richard. JEREMIAH 31: INFANT BAPTISM IN THE NEW COVENANT (Evangelical Presbyterian perspective) [online]. thirdmill.org, 2002-01-13 [cit. 2025-02-08]. Dostupné online. (anglicky)
- CHANEY, James M. William the Baptist (Reformed Presbyterian perspective). Oakland, TN: Doulos Resources, 2009. Dostupné v archivu pořízeném dne 2011-04-02. ISBN 978-1-4421-8560-9. OCLC 642906193 S. 160. (anglicky)
- Infant Baptism Catholic Answers guide, with Imprimatur [online]. catholic.com, 2008 [cit. 2025-02-08]. Dostupné v archivu pořízeném dne 2010-03-28. (anglicky)
- Early Teachings of Infant Baptism teachings on Baptism by the Church Fathers, with Imprimatur [online]. catholic.com, 2008 [cit. 2025-02-08]. Dostupné v archivu pořízeném dne 2008-04-30. (anglicky)
- BAJIS, Jordan. Infant Baptism (Greek Orthodox Archdiocese of America website) [online]. 1996 [cit. 2025-02-08]. Dostupné v archivu pořízeném dne 2012-03-20. (anglicky)
- GORDON, Canon Tom. Infant Baptism (Orthodox Anglican perspective) [online]. vimeo.com [cit. 2025-02-08]. Dostupné online. (anglicky)
- By Water and the Spirit (United Methodist perspective) [online]. gbod.org [cit. 2025-02-08]. Dostupné v archivu pořízeném dne 2007-08-30. (anglicky)
- MACDONALD, David. Infant Baptism discussed (Roman Catholic perspective) [online]. CatholicBridge.com, 2007 [cit. 2025-02-08]. Dostupné v archivu pořízeném dne 2008-05-17. (anglicky)
- Baptism, Confirmation and the Affirmation of Baptismal Faith (Anglican Church perspective) [online]. [cit. 2025-02-08]. Dostupné v archivu pořízeném dne 2008-05-12. (anglicky)

#### Opozice
- WARNS, Johannes; BENDER, Harold S. Infant Baptism na Global Anabaptist Mennonite Encyclopedia Online [online]. gameo.org, 1958 [cit. 2025-02-08]. Dostupné online. (anglicky)
- MACARTHUR, Pastor John. A Scriptural Critique of Infant Baptism [online]. biblebb.com [cit. 2025-02-08]. Dostupné online. (anglicky)
- Infant Baptism, Age of Accountability, Dedication of Children [online]. The Assemblies of God on Baptism [cit. 2025-02-08]. Dostupné v archivu pořízeném z originálu dne 2008-05-06. (anglicky)